# II. Miksa bajor király
II. Miksa (teljes nevén Miksa József, németül: Maximilian Joseph; München, Bajor Királyság, 1811. november 28. – München, Bajor Királyság, 1864. március 10.), a Wittelsbach-házból származó bajor királyi herceg, I. Lajos bajor király és Terézia Sarolta szász–hildburghauseni hercegnő fia, aki Bajorország harmadik királya apja 1848-as lemondásától 1864-es haláláig. A német politikában megpróbálta létrehozni a „harmadik erőt”, a kisebb államok bajor vezetésű szövetségét, de terve megbukott az osztrák, a porosz és a német ellenállás miatt. Elődeihez hasonlóan szívén viselte a kultúra felvirágoztatását.

## Élete

### Származása, ifjúkora
I. Lajos bajor király és felesége, Terézia Sarolta szász–hildburghauseni hercegnő legidősebb gyermekeként látta meg a napvilágot, szüleinek összesen 9 gyermeke volt:
- II. Miksa bajor király
- Matild Karolina királyi hercegnő (1813–1862), aki 1833-ban III. Lajos hessen-darmstadt-rajnai nagyherceghez (1806–1877) ment feleségül.
- Ottó királyi herceg (1815–1867), a későbbi I. Ottó görög király, aki 1836-ban Amália oldenburgi hercegnőt (1818–1875) vette feleségül.
- Teodolinda Sarolta Lujza királyi hercegnő (1816–1817), kisgyermekkorban meghalt.
- Luitpold bajor királyi herceg (1821–1912), Bajorország régense, aki 1844-ben Habsburg–Toscanai Auguszta Ferdinanda főhercegnőt (1825–1864) vette feleségül.
- Adelgunda Auguszta királyi hercegnő (1823–1914), aki 1842-ben V. Ferenc modenai herceghez (Habsburg-Estei Ferenc osztrák főherceghez, 1819–1875) ment feleségül.
- Hildegárd Lujza bajor királyi hercegnő (1825–1864), aki 1844-ben Albert Frigyes osztrák főherceg (1817–1895) felesége lett.
- Alexandra Amália királyi hercegnő (1826–1875), a müncheni és würzburgi királyi Szent Anna apácakolostorok főnökasszonya és apátnője, írónő.
- Adalbert Vilmos királyi herceg (1828–1875), aki 1856-ban Amália Filippa del Pilar spanyol infánsnőt (1834–1905) vette feleségül

Göttingenben és Berlinben tanult. Bejárta Németországot, Olaszországot és járt Görögországban is. Ha apja nem mond le a trónról, valószínű sohasem lett volna belőle király; apja négy évvel élte túl fiát.

### Uralkodása
1848-ban került a trónra, amikor egész Németország forradalmi lázban égett. Azt javasolta, hogy hozzák létre a két nagy konzervatív állam ellensúlyozására a kisebb területek ligáját, ezt azonban nem csak Ausztria és Poroszország ellenezte, hanem a frankfurti parlament is, amely egyetlen és egységes német állam megteremtésére törekedett. Bár Poroszország segítette Bajorországot a pfalzi felkelés leverésében, 1849-ben, Miksa nem volt hajlandó szövetségre lépni az északi állammal, sőt azzal, hogy 1849-ben Ludwig Karl Heinrich von der Pfordtent nevezte ki főminiszterévé, lényegében kinyilvánította, hogy Ausztria oldalán áll. Trónra lépésekor liberális reformokat vezetett be többek között a miniszteri felelősség intézményét. Nem volt igazi politikus alkat; a politikai élet vezetését szívesen hagyta minisztereire. 1859-ben leváltotta Pfordtent és alkotmányos minisztériumot nevezett ki.
Miksa kitartóan támogatta Augustenburgi Frigyes trónörökös herceget abban a vitában, amelyet Schleswig és Holstein hercegségek megszerzéséért folytatott. A herceg az első schleswig-holsteini háborúban (1848–1851) a németbarát felkelő hadsereget vezette Dánia ellen. A vereség után száműzték. Az 1860-as évek elején ismét fellángolt a konfliktus Dánia és Poroszország között. A bajor király agresszív álláspontját egyik európai állam sem támogatta, de Miksa meghalt, mielőtt érdemben foglalkozni tudott volna a kérdéssel. Halála után, 1864-ben a német államok katonai erőszakkal rendezték az ügyet (porosz–osztrák–dán háború).
Miksát a müncheni Theatinusok templomában (Theatinerkirche) helyezték örök nyugalomra.

### Kulturális jelentősége
A Wittelsbach-ház minden tagjához hasonlóan Miksa sem hanyagolta el a művészetek és sokat tett azért, hogy München a kultúra egyik fellegvára legyen. Egész életében foglalkoztatták a szellem dolgai és művészekkel vette körül magát, sok híres tudóst és művészt hívott (Geibel, Liebig és Sybel) Münchenbe. A Bajor Tudományos Akadémián létrehozták a természettudományi, a műszaki és a történeti osztályokat, emellett tudományos kutatási programok indultak el. Szoros kapcsolatot tartott fenn a szellemi élet legfontosabb képviselőivel, akiktől gyakran politikai tanácsot is elfogadott. Andersen is meglátogatta a király starnbergi kastélyában és később úgy nyilatkozott róla mint kedves fiatalemberről. Miksa pedig szívesen olvasta Andersen meséit.

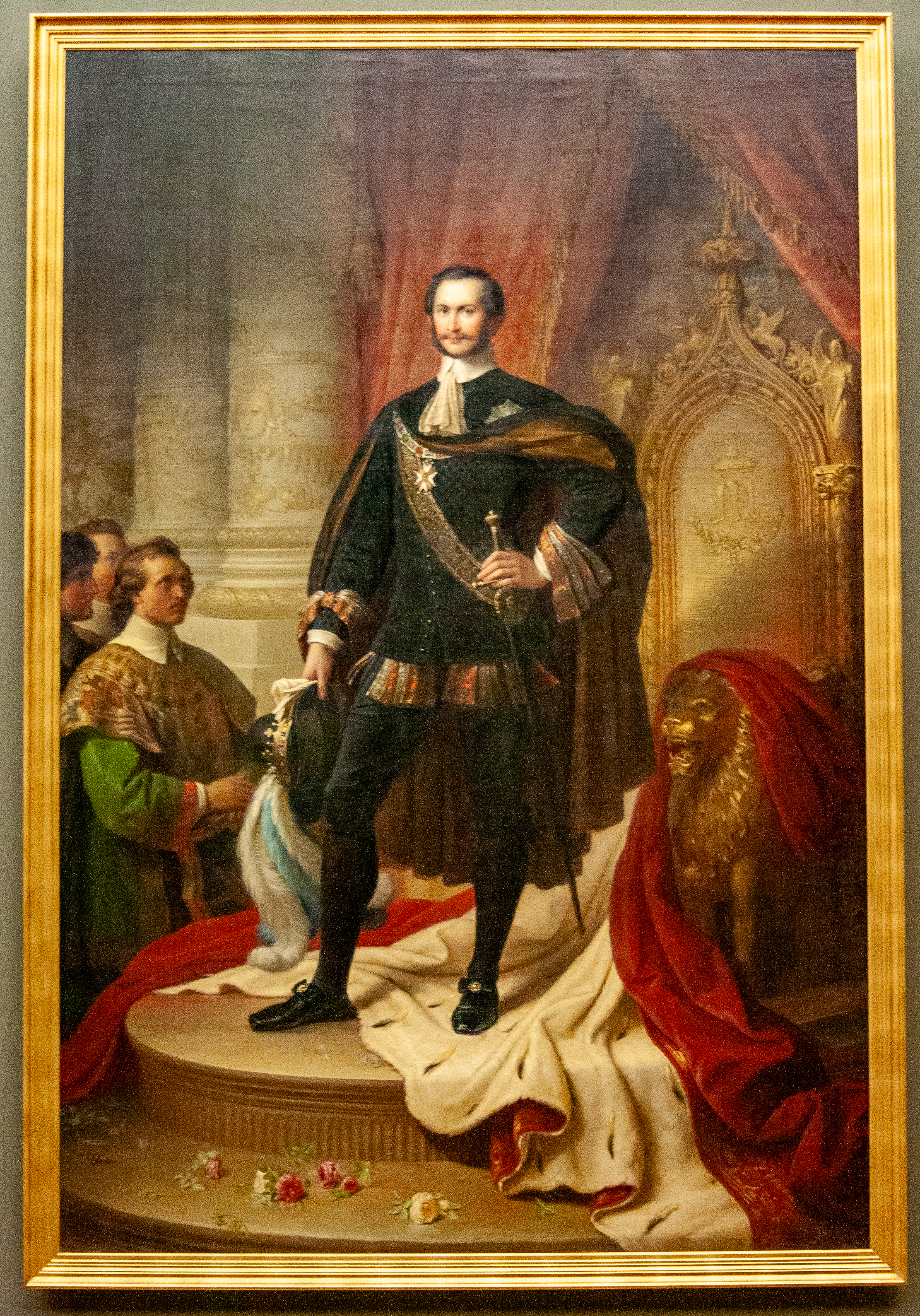
A Hubertus lovagrend díszöltözékében

Miksa adott utasítást a müncheni Maximilianstrasse építésére 1850-ben, ahol jelenleg is egész alakos emlékmű állít neki emléket. Itt található a Maximilianeum is, ami 1949-től a bajor parlament épülete. A müncheni Bajor Nemzeti Múzeum (Bayerisches Nationalmuseum) építését is ő indította el. Továbbá egy Alpokban található hosszú hegyi út is az ő nevét viseli, mert 1858 nyarán arra túrázott. Szintén jelentős az általa újjáépített Hohenschwangau kastély, amely egyben ő és családja lakhelyéül is szolgált.

## Családja
Miksa 1842. október 12-én vette feleségül a Hohenzollern-házból való Mária Friderika porosz királyi hercegnőt, Vilmos porosz királyi herceg leányát, III. Frigyes Vilmos porosz király unokahúgát. A házasságból két fiú született, mindkettejük a bajorok királya lett, de mindkettejükön úrrá lett az elmebaj:
- Lajos (1845–1886, II. Lajos néven uralkodott 1864–1886 között)
- Ottó (1848–1916, uralkodott 1886–1913 között. Nevében nagybátyja, Luitpold régens kormányzott).

## Fordítás
- Ez a szócikk részben vagy egészben  a   Maximilian_II_of_Bavaria című angol Wikipédia-szócikk fordításán alapul.  Az eredeti cikk szerkesztőit annak laptörténete sorolja fel. Ez a jelzés csupán a megfogalmazás eredetét és a szerzői jogokat jelzi, nem szolgál a cikkben szereplő információk forrásmegjelöléseként.